# NLT
NLT (Not Like Them) – amerykańska grupa muzyczna grającą w stylu pop/R&B. Pochodzą z Teksasu i Los Angeles. Grupę tworzą Justin Joseph „JJ” Thorne, Kevin Michael McHale, V Sevani i Travis Garland.

## Historia
Formacja utworzona została, kiedy Chris Stokes odkrył 14-letniego V. Znalazł on później JJ’a, który tańczył z nim w instrukcyjnych klipach wideo. Kolejny był Kevin znaleziony przez agenta, a w późniejszym czasie Travis, którego z kolei zauważył agent Kevina. Tak powstał boysband NLT. Chłopcy zyskali największy rozgłos w 2007 roku dzięki Jimmy’emu Iovine i Ronowi Fair z Geffen Records. Przebojem, który wzniósł ich na szczyty list była piosenka She said, I said wyprodukowana przez Timbalanda. Kolejny populary utwór NLT to That girl.
Ich nowy album miał wejść na rynek już w lutym, jednak przeniesiono tę datę na termin wiosna/lato, dzięki popularności w internecie.

## Członkowie grupy
- Kevin Michael McHale – urodzony 14 czerwca 1988 roku w Plano w Teksasie. Kevin grał niepełnosprawnego Artie Abramsa w musicalowym serialu „Glee”.
- Justin Joseph „JJ” Thorne – urodzony 13 lipca 1989 roku w Canyon Country, California. JJ występował w hip-hop’owych teledyskach i w filmie Dr Dolittle 3, którego reżyserem był jego ojciec Rich Thorne.
- V Sevani – urodzony 1 września 1988 roku w Los Angeles. V można było zobaczyć w teledysku Fergie Fergalicious.
- Travis Michael Garland – urodzony 26 lipca 1989 roku w Lubbock w Teksasie.

## Dyskografia

### Single
- 2007: „She said, I said”
- 2007: „That girl”
- 2008: „Karma”

### Ścieżki dźwiękowe
- 2007: Jump In! – „It’s On”
- 2007: Bratz: Motion Picture Soundtrack – „Heartburn”
- 2007: „Silent Night”